# Vita (videogiochi)

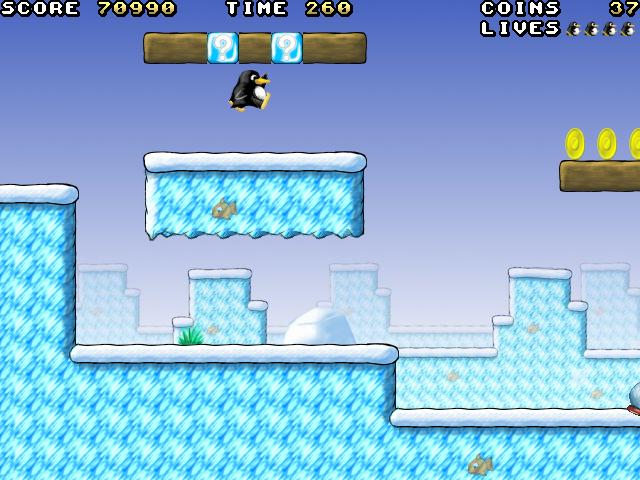
In SuperTux il numero di vite (lives in inglese) è indicato dai pinguini in alto a destra

Una vita nei videogiochi è un tentativo distinto di superare le difficoltà del gioco, disponibile all'interno di una stessa partita, che inizia quando il giocatore prende il controllo del proprio personaggio virtuale e termina con un fallimento, ovvero la "morte" o perdita di una vita. 

## Funzionalità
Il termine "vita" descrive in generale l'intervallo di tempo dall'entrata in gioco all'eliminazione del personaggio, di qualunque genere si tratti; la perdita di una vita spesso corrisponde a un'effettiva morte del personaggio controllato, che nel mondo del gioco viene ucciso, ma può anche non avere un significato letterale, quando si controllano oggetti inanimati (veicoli, palline, fantasmi...) o nel caso di titoli giocati da un pubblico di bambini, dove il termine "morte" è di preferenza evitato e sostituito con "KO", "Sconfitto", "Esausto" ecc... Si può perdere una vita con qualunque tipo di fallimento, anche non "violento", ad esempio in caso di esaurimento del tempo a disposizione o per fallimento di un obiettivo vitale (es. se in un gioco il personaggio è incaricato di proteggere un PNG, e questo invece muore).
Ci sono casi in cui il termine vita non è di norma utilizzato, ad esempio nei picchiaduro a incontri quando si affronta un round.
Dopo aver perso una vita si ricomincia a giocare, spesso dopo un istante di pausa e da una posizione o situazione in qualche modo azzerata, dall'inizio del livello corrente o dall'ultimo checkpoint sbloccato. Quando il numero totale di vite è limitato, la perdita di tutte le vite significa la fine del gioco (game over), a meno che ci sia la possibilità di continuare con un nuovo credito, che nelle macchine da sala giochi si ottiene inserendo un'altra moneta o gettone, e fornisce una nuova serie completa di vite.
Il numero di vite rimanenti viene di norma costantemente indicato sullo schermo tramite un HUD, ma a seconda del gioco esistono due metodi fondamentali di indicare tale numero: la vita che attualmente si sta giocando può essere inclusa oppure esclusa nel conteggio. In Castlevania ad esempio è esclusa, e il numero indica quante vite si potranno giocare successivamente: quando appare "P = 0" si sta ancora giocando con l'ultima vita. In Super Mario Bros. è inclusa, e se si muore quando appare "Mario x 1" il gioco termina.

## Alternative
Non tutti i videogiochi usano il sistema a più vite: in molti casi si ha un unico tentativo prima della sconfitta. Nella serie The Legend of Zelda, ad esempio, il game over è raggiunto non appena i "cuoricini-vita" del protagonista Link si esauriscono, senza ulteriori tentativi a disposizione.
Il sistema a vite è spesso utilizzato nei giochi in cui il personaggio perde una vita se subisce un singolo attacco da un nemico (es. Pac-Man), ma può anche coesistere con il sistema dei punti ferita. Se il personaggio dispone di una "barra della vita", in alcuni giochi esaurirla comporta game over immediato (come nel citato Zelda), in altri esaurirla comporta la perdita di una vita e la continuazione del gioco con una barra di nuovo piena (esempio è la serie Megaman).